# کاتالینا (آریزونا)
کاتالینا (به انگلیسی: Catalina) یک منطقهٔ مسکونی در ایالات متحده آمریکا است که در شهرستان پیما، آریزونا واقع شده‌است. کاتالینا ۳۶٫۵۵ کیلومتر مربع مساحت و ۴۸٬۵۷۱ نفر جمعیت دارد و ۹۵۲ متر بالاتر از سطح دریا واقع شده‌است.